# 成田郵便局
成田郵便局（なりたゆうびんきょく）
- 千葉県成田市にある郵便局。本記事にて記述する。

成田簡易郵便局（なりたかんいゆうびんきょく）
- 福島県岩瀬郡鏡石町にある簡易郵便局。局番号は82724。

成田郵便局（なりたゆうびんきょく）は、千葉県成田市にある郵便局。民営化前の分類では集配普通郵便局であった。局番号は05026。

## 概要
住所：〒286-8799 千葉県成田市赤坂2-1-3

### 分室
- 空港第1旅客ビル内分室 (05026A)  - 成田国際空港第1旅客ターミナルビル4階
- 空港第2旅客ビル内分室 (05026B)  - 成田国際空港第2旅客ターミナルビル3階

ともに窓口はゆうゆう窓口（郵便業務専用）のみ。

## 沿革
- 1872年8月4日（明治5年7月1日） - 成田郵便取扱所として、成田村に開設[1]。
- 1875年（明治8年）1月1日 - 成田郵便局（五等）となる。
- 1881年（明治14年） - 為替・貯金取扱を開始。
- 1899年（明治32年）12月1日 - 成田郵便電信局となる。
- 1903年（明治36年）4月1日 - 通信官署官制の施行に伴い成田郵便局となる。
- 1909年（明治42年） - 電話業務を開始する。
- 1949年（昭和24年） - 成田電報電話局の開局に伴い、電話業務が終了。
- 1956年（昭和31年）11月1日 - 電話通話および和文電報受付事務の取扱を開始[2]。
- 1965年（昭和40年） - 仲町から田町の新館完成に伴い移転。
- 1981年（昭和56年）6月15日 - 成田市田町から、同市赤坂二丁目（成田ニュータウン赤坂地区）に局舎を新築、移転。
- 1994年（平成6年）7月1日 - 外国通貨の両替および旅行小切手の売買に関する業務取扱を開始。
- 2006年（平成18年）9月11日 - 三里塚郵便局から集配業務を移管[3]。
- 2007年（平成19年）10月1日 - 民営化に伴い、併設された郵便事業成田支店に一部業務を移管。
- 2011年（平成23年）10月1日 - ゆうゆう窓口の24時間営業を廃止。
- 2012年（平成24年）10月1日 - 日本郵便株式会社の発足に伴い、郵便事業成田支店を成田郵便局に統合。
- 2013年（平成25年）7月1日 - 成田国際空港郵便局廃局に伴い、同局の成田国際空港内の2分室から業務を移管。

## 取扱内容
- 郵便、印紙、ゆうパック、内容証明
- 貯金、為替、振替、振込、国際送金、外貨両替、国債、投資信託
- 生命保険、バイク自賠責保険、自動車保険、がん保険、引受条件緩和型医療保険
- ゆうちょ銀行ATM
- 成田市内の一部地域の集配業務
- ゆうゆう窓口

## 風景印
- 形は上部が航空機の変形印である。
- 図案は『成田山新勝寺本堂』・『成田空港に着陸する航空機』・市の木『梅』・市の花『紫陽花』
- 使用開始日は2004年（平成16年）11月1日

### 過去の風景印
- 1951年（昭和26年）1月1日 - 1972年（昭和47年）8月31日
  - 図案は重要文化財『新勝寺』・『お守札』
- 1972年（昭和47年）9月1日 - 2004年（平成16年）10月31日
  - 図案は重要文化財『新勝寺本堂』・『お守札』

## 周辺
- 成田ニュータウン
- ボンベルタ成田
- 成田市立図書館

## アクセス
- JR成田線 成田駅（西口）から徒歩約28分
- 千葉交通バス ボンベルタ停留所、もしくは成田郵便局前停留所下車
- 東関東自動車道 富里ICから北西へ約4km
- 駐車場あり：23台